# Лейді Печ
Лейді Араселі Печ Марін, відома як Лейді Печ, (нар. 1965 р.) — мексиканська пасічниця та екологічна активістка мая. У 2020 році за роботу проти посіву трансгенної сої на півострові Юкатан вона була нагороджена екологічною премією Goldman.

## Бджільницька робота

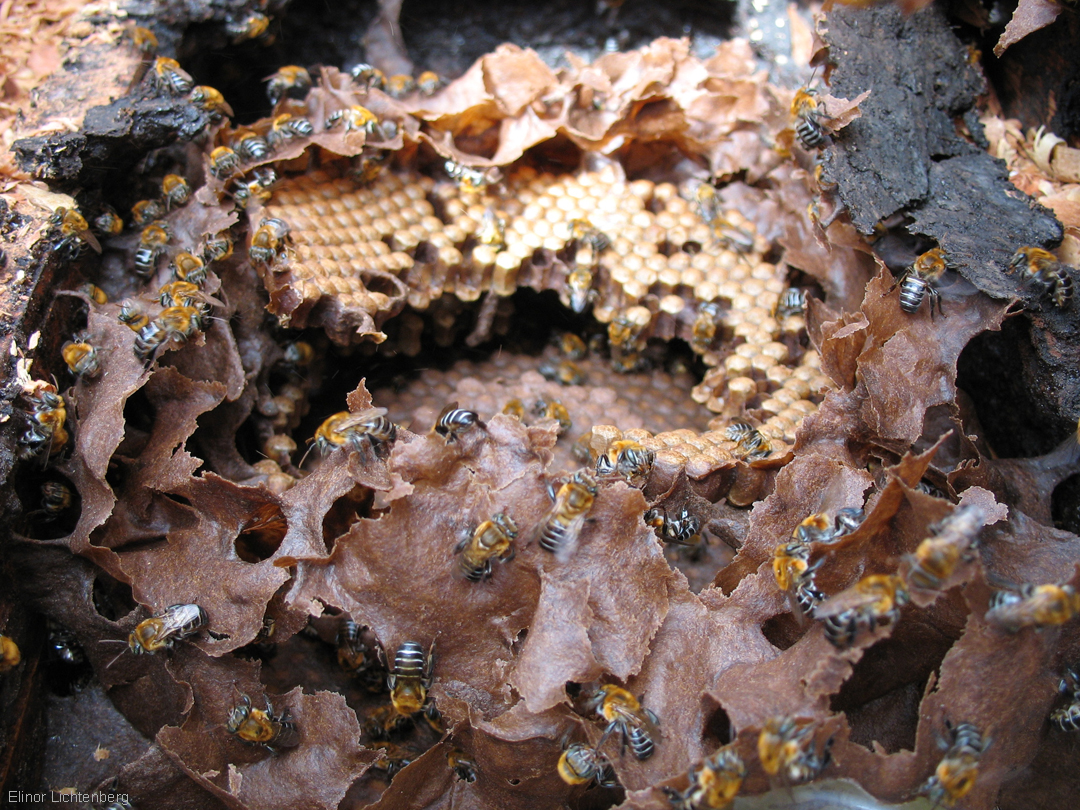
Гніздо Melipona в дуплі колоди

Лейді Печ в першу чергу займається бджільництвом. Вона утримує особливу бджолу без жала під назвою Melipona beecheii, яка протягом століть вирощувалася як частина традиційної культури мая в кількох громадах. Melipona beecheii створює свої вулики всередині порожнистих колод. У той час як більшість пасічників вважають за краще використовувати вид Apis mellifera, Печ та її спільнота використовують M. beecheii, намагаючись зберегти традицію використання різновиду виду melipona в регіоні, який локально відомий як Xunaan Kab (Леді меду).
Печ володіє двома гектарами землі, на якій вона обробляє мед у традиційний спосіб. Організація Печ прагне розвивати почуття спільноти через колективну роботу по вирощуванню бджіл і збору їх меду. Вона прагне наслідувати сусідню спільноту Ich Eq, де сім’ї щоб вижити працюють разом і підтримують один одного.

## Екологічна активність
Печ залучилася до екологічної активності в 2000 році, тоді як Monsanto почала вирощувати трансгенні соєві боби в Кампече. Рівень вирощування продовжував зростати, і до 2012 року агробізнес почав розвиватися в більших масштабах. Таке збільшення вирощування трансгенної сої негативно вплинуло на виробництво меду в державі, знизивши врожайність та забруднивши медозбір. Це зниження продуктивності бджіл безпосередньо поставило місцеві громади мая під загрозу, оскільки бджільництво було їх основним способом подавати їжу на стіл.
З цієї причини Печ заснував коаліцію Muuch Kambal і Colectivo Apícola de los Chenes, дві групи, які подали до суду на уряд, щоб він припинив вирощування цього типу трансгенних культур. У 2015 році Верховний суд Мексики постановив, що перед вирощуванням будь-яких трансгенних культур необхідно проводити консультації з корінними громадами. У 2017 році дозвіл на вирощування генетично модифікованого насіння для Monsanto було скасовано в Кампече, Юкатані та п’яти інших штатах Мексики.
Завдяки своїй активності та успіху спільноти у 2020 році Печ отримала екологічну премію Geldman, нагороду, яка вважається екологічною Нобелівською пермією.  Організація, яка вручила нагороду, зазначила, що Печ зазнала дискримінації з боку Monsanto та її адвокатів, які натякали на свою невіру в те, що жінка перемогла їх.  За словами Печ, нагорода «являє собою визнання діяльності громад мая в Ченесі (регіон Кампече) і єдності території мая». Під час церемонії, яка проходила віртуально, вона сказала:
|  | Нагорода дає мені можливість розповісти світові про те, що території корінних народів зменшуються через нав’язування мегапроектів, екстрактивізму, агробізнесу, туризму та інших, які зміцнюють капіталістичну модель, яка впливає на природні ресурси та наші засоби зайнятості. |